# Эль-76
«Эль-76» — язык программирования высокого уровня, основанный на использовании русскоязычной лексики и предназначенный для советских многопроцессорных вычислительных комплексов «Эльбрус».

## Описание
Разработка языка была осуществлена в 1972—1973 годах в Институте точной механики и вычислительной техники АН СССР имени С. А. Лебедева. Изначально он назывался «Автокод Эльбрус», позже получив название «Эль-76». Несмотря на то, что это язык достаточно высокого уровня, его можно считать «автокодом», поскольку для Эльбруса не существовало языка более низкого уровня (ассемблера). Таким образом, Эль-76 является базовым языком минимального уровня, над которым строились остальные языки программирования.
Как и большинство языков того времени, он поддерживает парадигму структурного программирования (декомпозицию программы на автономные процедуры), кроме этого в нём реализованы методики линейных последовательностей операторов, альтернативных сочленений с выбором альтернативы по условию или по номеру альтернативы, циклов и параллельно выполняемых ветвей. «Эль-76» обладает специальными средствами обработки особых случаев, которые называются «структурными переходами» и «ситуациями».
«Эль-76» органически объединяет в себе некоторые низкоуровневые свойства машинного языка, непосредственно управляющего устройствами ЭВМ, и ряд высокоуровневых средств, во многом аналогичных Алголу-68. Одной из основных особенностей «Эль-76» считалась реализованная возможность хранения в компьютерной памяти информации о типе объявленной переменной вместе с её значением и её изменениями в процессе выполнения кода.
Язык является процедурным, но при этом в нём предусмотрена обработка исключительных ситуаций, которые здесь называются «событиями». Это довольно необычно.
Из-за того, что язык создавался с ориентацией на работу с аппаратным обеспечением, в нём различаются понятия «представление» и «тип». Это означает, что в языке отдельно выделяются способы хранения данных и то, как мы их интерпретируем.
Ключевое слово «ф32», которое постоянно используется в программе, обозначает 32-битный формат хранения данных.
Участники создания языка: Б. А. Бабаян, В. М. Пентковский, С. В. Семенихин, С. В. Веретенников, В. Ю. Волконский, С. М. Зотов, А. И. Иванов, Ю. С . Румянцев, В. П. Торчигин, М. И. Харитонов, В. С. Шевеков.

## Примеры
Это пример программы Hello, world!, в которой выводится сообщение с помощью процедуры.
```
 
программа

   
процедура
 передатьпривет = 
проц
(
ф32
 числоприветов)
   
начало

     
если
 числоприветов = 0 
то

       печатьмс(
стр8
 "МИР не получил ни одного привета!")
     
инес
 числоприветов = 1 
то

       печатьмс(
стр8
 "В МИР был отправлен всего один привет!")
     
иначе

       печатьмс(
стр8
 "МИРУ передали несколько приветов. А если точно, то их было");
       печать(числоприветов)
     
все

   
конец
;
   
   печатьмс(
стр8
 "Привет просто так!"); 
% такой привет мартышка точно не потеряет

   печатькс();                          
% разрыв строки

   передатьпривет(100)                  
% привет из процедуры

 
конец
```

Вывод
```
 Привет просто так!
 МИРУ передали несколько приветов. А если точно, то их было 100
```

переменные и константы
```
начало

  
ф32
 a := 
1
, b := a * 
5
 - 
2
, c;
  
конст
 d = 
1
, e = 
2
;

  c := a + b - d - e;
  печать(c)

конец
```

Массивы
```
начало

  
ф32
 а := 
лок вект
[
3
:
3
] 
ф32
;
  
ф32
 i,j;
  
для
 i 
до
 
2

  
цикл

  
для
 j 
до
 
2

  
цикл

    а[i,j] := i*j
  
повторить

  
повторить
;
  
печать
(а[
2
,
2
])

конец
```